# Швангау
Швангау (нім. Schwangau) — громада в Німеччині, знаходиться в землі Баварія. Підпорядковується адміністративному округу Швабія. Входить до складу району Остальгой.
Площа — 76,06 км2. Населення становить 3316 ос. (станом на 31 грудня 2020).